# Wikarówka Kościoła Mariackiego w Krakowie
Wikarówka Kościoła Mariackiego – zabytkowy budynek, zlokalizowany przy placu Mariackim na krakowskim Starym Mieście, odgradzający go od Małego Rynku.

## Historia
Pierwszy budynek wikarówki został wzniesiony w tym miejscu w 1631 w stylu barokowym. W połowie XVIII wieku przebudowano go według projektu architekta Franciszka Placidiego. Przetrwał on do 1934, kiedy został rozebrany ze względu na zły stan techniczny, grożący katastrofą budowlaną. Równocześnie z pracami rozbiórkowymi rozgorzała dyskusja na temat zagospodarowania tego miejsca. Pojawiły się głosy, m.in. Mariana Dąbrowskiego, redaktora naczelnego „Ilustrowanego Kuriera Codziennego”, aby pozostawić plac Mariacki otwarty na Mały Rynek. Ostatecznie zdecydowano się na budowę w tym miejscu nowego gmachu wikarówki, za czym przemawiały uwarunkowania historyczne oraz fakt, że pozostawienie pustego miejsca odsłoniłby zbyt duży nienaturalny kontrast gotyckiej bryły kościoła św. Barbary z jego barokową apsydą. Prace nad nowym budynkiem, zaprojektowanym przez Franciszka Mączyńskiego w stylu klasycyzującym, ukończono w 1936. 
3 października 1984 Wikarówka została wpisana do rejestru zabytków. Znajduje się także w gminnej ewidencji zabytków.